# フィラデルフィア方面作戦
フィラデルフィア方面作戦（英:Philadelphia campaign）は、アメリカ独立戦争中にイギリス軍主体によって第二次大陸会議が置かれていたフィラデルフィアを支配しようとした戦略行動である。イギリス軍のウィリアム・ハウ将軍は、ニュージャージー北部でジョージ・ワシントンの大陸軍を会戦に引き込もうとしたが失敗し、その後に軍隊を輸送船に乗せてチェサピーク湾北部に上陸し、そこから北のフィラデルフィアに向けて進軍した。ワシントンはブランディワイン・クリークでハウ軍の動きに対して防御陣を準備したが、1777年9月11日のブランディワインの戦いで側面を衝かれて敗れ、後退した。ハウ軍はその後小戦闘や操軍を行った後にフィラデルフィア市に入り占領した。ワシントン軍はジャーマンタウンにいたハウ軍の守備隊の1つを攻撃したが成功せず、その後にバレーフォージに退いて冬季宿営に入った。
ハウのこの作戦はアメリカ側の首都と考えられたフィラデルフィアをうまく占領できたが、その進行が鈍く同時に北方で起こっておりイギリス軍にとっては悲惨な結果に終わったサラトガ方面作戦を援けることができなかったので、議論の多いものとなった。その結果はフランスを参戦させることにもなった。ハウ将軍はフィラデルフィア占領中に辞任し、副司令官だったヘンリー・クリントン将軍と交代した。クリントンは、フランスとアメリカが共同でニューヨーク市を攻撃してくる可能性に対してその防御を補強するために、1778年にフィラデルフィアを明け渡すことになった。ワシントンはニュージャージーを通って撤退するイギリス軍を追撃し、モンマス・コートハウスで戦闘に突入した。これは独立戦争の中でも最大級の戦闘となった。

## 背景
1776年のニューヨーク・ニュージャージー方面作戦では、ハウ将軍がニューヨーク市の占領に成功した後、ワシントンはトレントンとプリンストンで反撃に成功し、1777年初期の冬の間は両軍ともに不安定な手詰まり状態となっていた。この時期は数多い小戦闘が続いたが、イギリス軍はニュージャージーのニューブランズウィックとパースアンボイの前進基地占領を続けた。

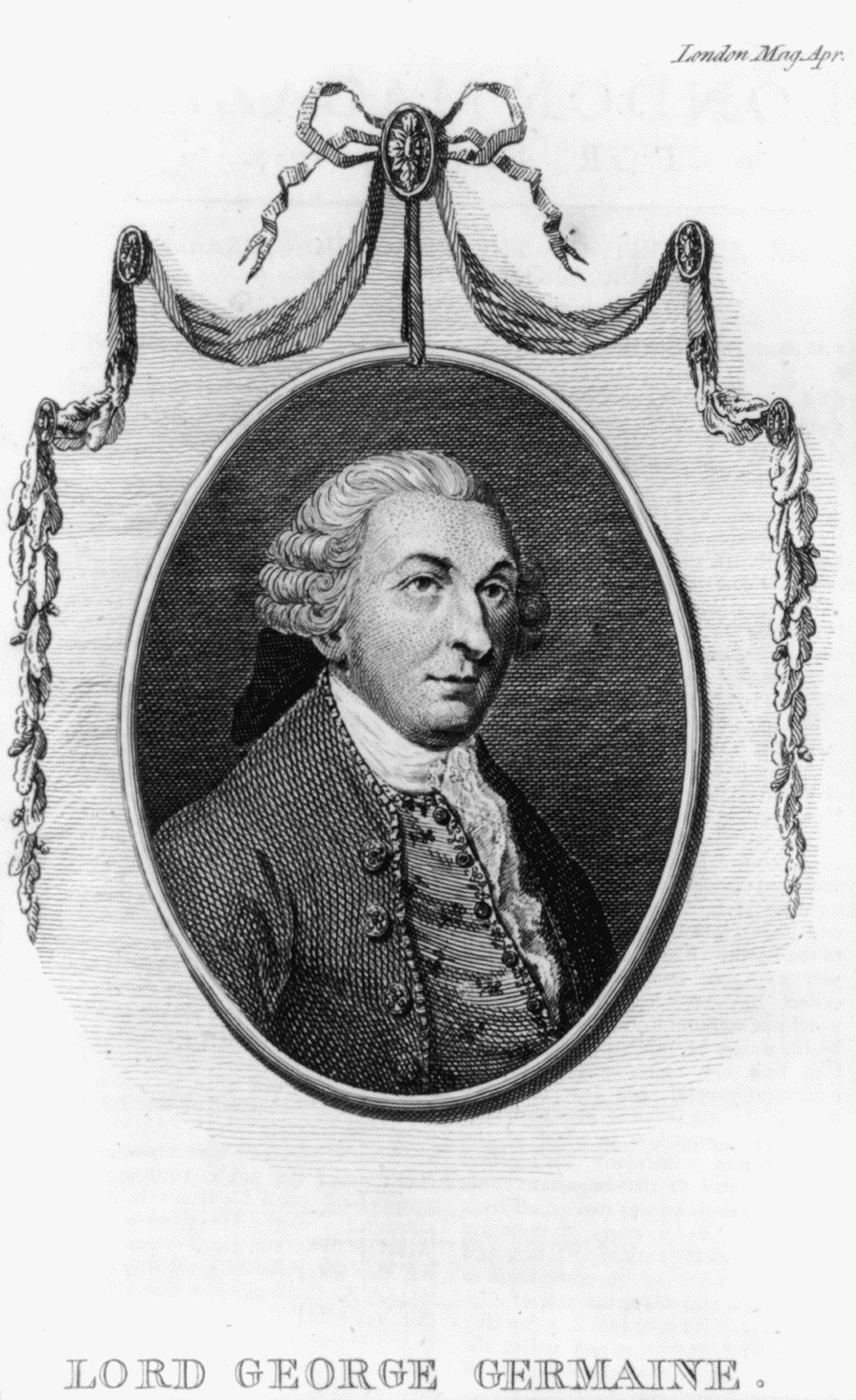
ジョージ・ジャーメイン卿

ハウ将軍はイギリス本国の文官でアメリカ大陸における戦争遂行の責任者だったジョージ・ジャーメイン卿に、1777年の作戦として反乱軍の第二次大陸会議が置かれているフィラデルフィアの占領を提案した。ジャーメインはその作戦を承認したが、ハウが要請した軍隊の数は減らした。ジャーメインはジョン・バーゴイン将軍の提案したモントリオールから「ニューヨークのオールバニに向かう」遠征作戦も承認していた。ジャーメインが承認したハウの遠征案の中には、ハウがバーゴイン軍を支援できることを期待し、ニューヨーク市からハウが北に送る部隊とバーゴイン軍がオールバニで合流できることが含まれていた。
ハウは4月初旬にニュージャージーから陸路フィラデルフィアに軍隊を進めることを止めた。この場合は敵の支配下にある幅広いデラウェア川を渡るという難しさがあり、そのためには輸送船を運ぶか建造する必要があったからだった。4月2日にハウがジャーメインに送った作戦では、海上から軍隊を率いてフィラデルフィアに向い、ニューヨークに残す守備隊は勢力が小さかったので、ハドソン川を遡ってバーゴイン軍を支援するような攻撃的作戦には向いていなかったので、実質的にバーゴイン軍を支援のないままに孤立した状態にするものだった。

## ハウの作戦の変遷

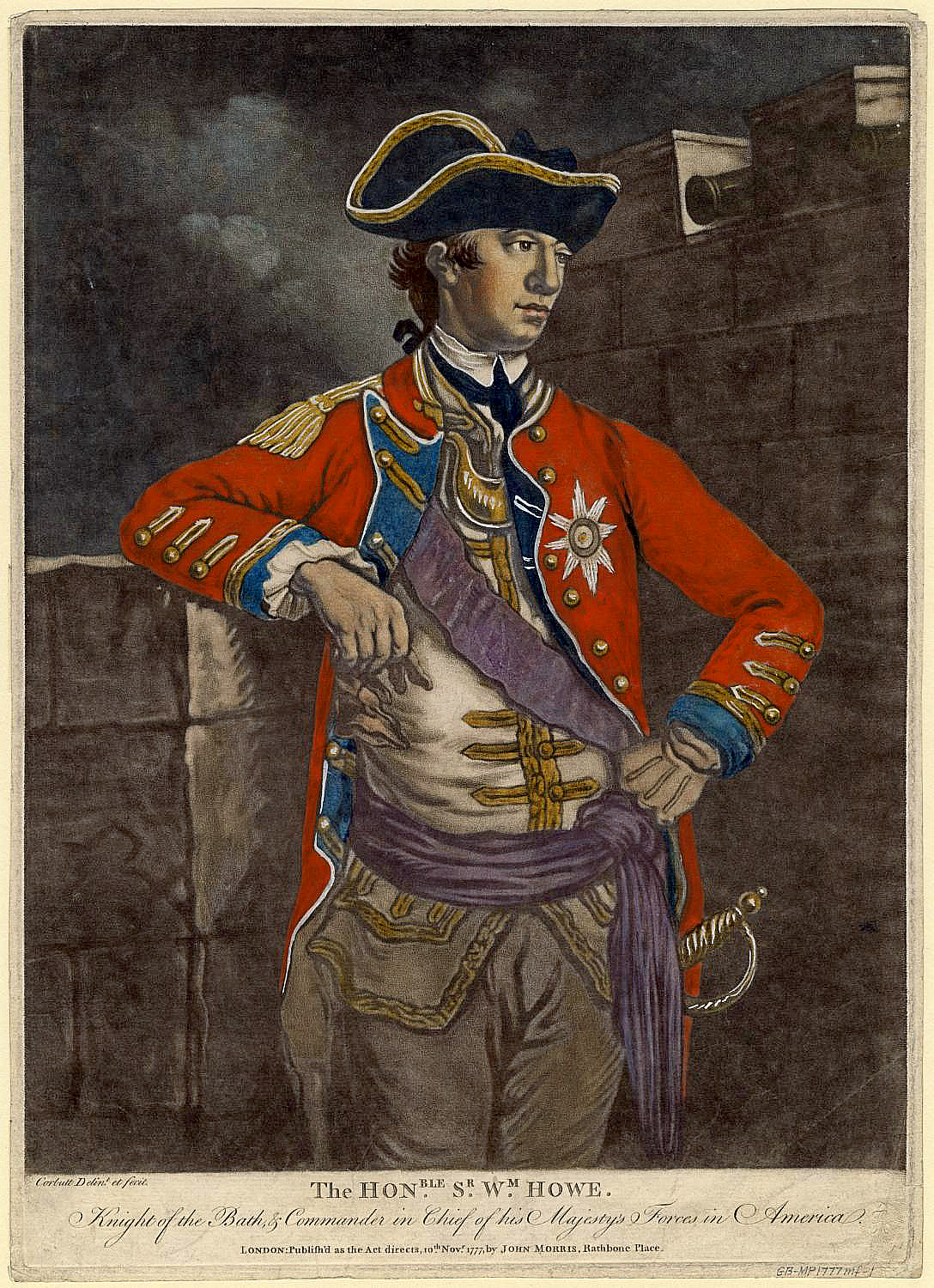
Generalウィリアム・ハウ将軍

ワシントンは、ハウが「確かにバーゴイン将軍との共同作戦に関わるという良い政策につくはず」と認識しており、なぜハウがそうしなかったか疑問に思った。当時のワシントンと歴史家達は、カナダからの侵略軍を率いたジョン・バーゴイン将軍が10月に大陸軍に包囲され捕獲されるのに対し、ハウが救援できる位置にいなかった理由について、その後常に思案してきた。歴史家達はジャーメイン卿が2つの作戦を協調させることに失敗したということについては意見が一致している。ハウがニューヨークを占領し、ワシントンがデラウェア川を渡って撤退した後、1776年12月20日にハウはジャーメイン卿に宛てて、1777年の作戦には念入りな組み合わせを提案する手紙を送っていた。これにはロードアイランドのニューポートにある基地からの作戦を拡張してハドソン川の支配権を取り、さらに反乱軍の首都をフィラデルフィアを占領する作戦が含まれていた。当時ワシントン軍はフィラデルフィア市の北側にいたので、ハウはフィラデルフィアの占領を魅力的なものと考え、「敵の主力がいる所に（フィラデルフィアに対して）自軍の主力を攻撃的に動かすべきと考える」と記していた。ジャーメインはこの作戦が特に「良くこなれている」ことを認識したが、ジャーメインが準備しようとしていた以上の兵力を必要ともしていた。ハウはニュージャージーで挫折した後の1777年1月半ばに、陸路の遠征と海上からの攻撃を含むフィラデルフィアに対する作戦を提案し、これによって大陸軍に対する決定的な勝利を得られるものと考えていた。この作戦には4月にハウ軍が舟橋を建設するというところまで発展しており、モリスタウンに宿営していたワシントンはこれがデラウェア川で使われるものと考えた。しかし5月半ばになってハウは陸路を進む考えを放棄し、「海上からペンシルベニアに侵攻することを提案する...おそらくジャージーは放棄しなければならない」と考えていた。
ハウがバーゴインを支援しないと決断したのは、ハウの援助を必要としたとしてもバーゴインが成功した場合に、その栄誉はバーゴイン一人に行くと認識したことに基づいている可能性があった。バーゴインが成功すれば、ハウがフィラデルフィア方面作戦に成功したとしてもその名声は上がらなかったであろう。歴史家のジョン・アルデンはイギリス軍指導層の間の嫉妬について触れ、「ハウはバーゴインがハウのことを嫉視したようにバーゴインのことを嫉視しており、その若い将官が軍隊の名声の梯子を上ることを助けるようなことは何もしたいと思わなかった可能性がある」と言っている。歴史家のドン・ヒギンボザムは同様な見解であり、「（ハドソン川作戦は）バーゴインの見せ場であり、その結果ハウはそれに関わりたくなかった。バーゴイン軍に関連して、ハウは求められていることのみを（事実上何もしないこと）やろうとした」と結論付けている。ハウ自身が7月17日にバーゴインに宛てて、「私の意図はペンシルベニアにあり、そこでワシントンに会おうと思うが、予測に反してワシントンが北に行き、貴方が彼を追い詰めることができた場合、私は貴方を救うために彼の後を追うことを約束する」と書いていた。ハウはその後間もなくニューヨーク港を出帆した。

## 初期の陽動行動

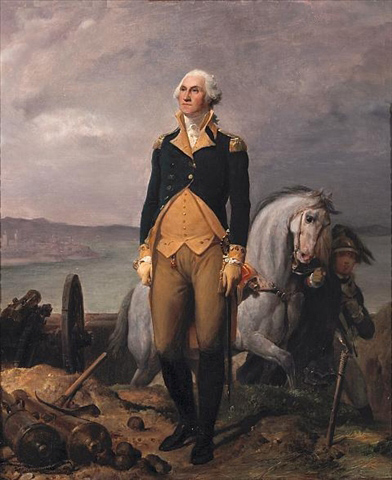
ジョージ・ワシントン将軍、レオン・コグニエ画

ワシントンの大陸軍は主にニュージャージーのモリスタウンに宿営していたが、イギリス軍の最も近い前進基地からわずか数マイルしか離れていないバウンドブルックに前進基地を置いていた。イギリス軍のチャールズ・コーンウォリス将軍は、打ち続いていた小競り合いに対する報復手段という意味合いもあって、1777年4月にバウンドブルックを襲撃し、そこの指揮官ベンジャミン・リンカーンを捕まえる寸前までいった。この襲撃に対抗してワシントンはその軍隊を前に出し、ワチャング山脈のミドルブルックに強力な砦を構えた。そこからはフィラデルフィアに向けたイギリス軍の進撃があるとすればその経路を睥睨できた。
ハウ将軍は全体的には不明なところのある理由で、かなりの勢力をニューブランズウィックの南にあるサマセットコートハウスに移動させた。この動きがワシントン軍をその強固な防御陣地から誘い出そうという陽動行動で行ったのであれば失敗だった。ワシントンはその軍隊を大挙して動かすことを拒んだ。ワシントンは、ハウが舟艇を運ぶか建設するために必要な装備を持ってきていないという情報を得ており、この動きからデラウェア川に進む可能性は薄いと判断した。最終的にハウがその軍隊をパースアンボイの方向に後退させると、ワシントンもそれに従った。ハウはワシントン軍を高地に戻る道から遮断するためにコーンウォリスの指揮する部隊を送って電撃作戦を始めたが、この試みはショートヒルズの戦いで躓いた。その後ハウは全軍をパースアンボイに退き、輸送船に乗船させ、ニューヨーク港から出港してフィラデルフィアに向かった。
ワシントンはハウ軍がどこに向かっているか分からなかった。ハウが再度陽動行動を行っている可能性を考慮し、またハドソン川を遡ってバーゴイン軍と合流する可能性も考え、自軍をニューヨーク市の近くに留めた。ハウの艦隊がデラウェア川の河口に到着したという報せを受けた時に初めてフィラデルフィアを防衛する必要性について考えた。しかし、その艦隊はデラウェア川には入らず、さらに南に向かった。ハウの標的が分からないまま、それがサウスカロライナのチャールストンである可能性もあり、その艦隊がチェサピーク湾に入ったという報せを受けたときには、ハドソン川防衛を支援するために北に動くことも考えていた。8月、ワシントンはフィラデルフィア市防衛に備えて軍隊を南に動かし始めた。スタテン島に対面して大陸軍の部隊を指揮していたジョン・サリバン将軍は、ハウ軍が出発した後のイギリス軍が弱体化していることに付け込もうとして、8月22日にスタテン島を襲撃したが失敗した。

## フィラデルフィアの占領
ハウはその15,000名の軍隊を緩り移動させ、8月下旬にフィラデルフィアからは約55マイル (90 km) 南西のチェサピーク湾北端に上陸させた。ワシントン将軍はハウ軍とフィラデルフィアの間に11,000名の軍隊を配置させたが、1777年9月1日のブランディワインの戦いで側面を衝かれ後退させられた。

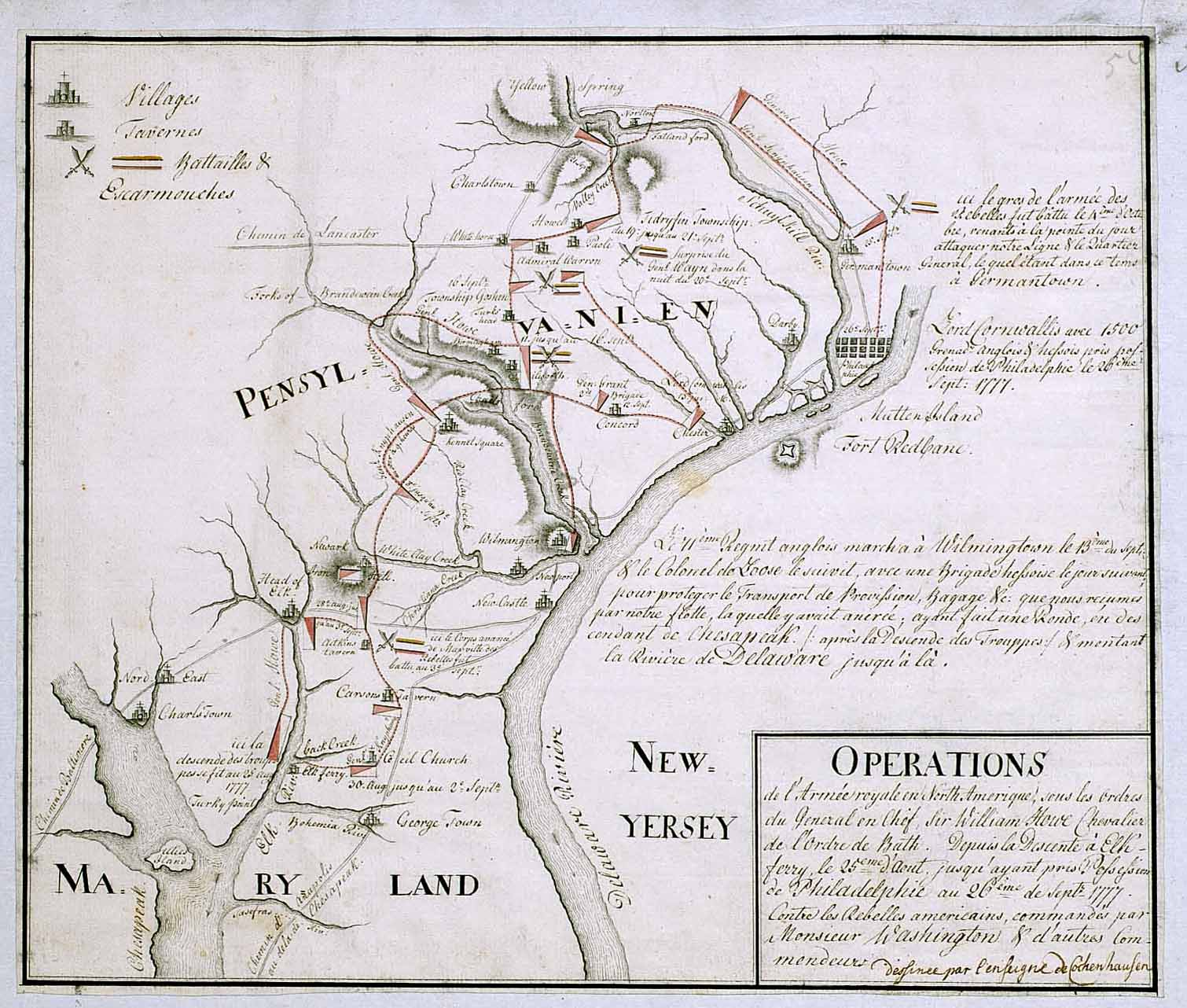
ドイツ人傭兵が描いた1777年8月25日から9月26日にかけての作戦地図

大陸会議は再びフィラデルフィア市を放棄し（大陸会議は1776年末にボルティモアに移ったことがあった）、ランカスターに急行して、さらに後にはヨークに政府を移した。イギリス軍と大陸軍はその後の数日間、中断されたクラウズの戦いやいわゆるパオリの虐殺など小さな衝突をして互いを牽制しあった。9月26日、ハウは遂にワシントンを出し抜き、フィラデルフィアを無抵抗で占領した。しかしイギリス軍が想定していたように反乱軍の首都を占領することで「反乱｣を終わらせることはできなかった。18世紀の戦争では、敵の首都を占領した側が戦争に勝利したことになるのが常識だった。しかし、この戦争は1783年までさらに6年間続くことになった。
イギリス軍はフィラデルフィアを占領した後、約9,000名の守備隊が、フィラデルフィアから5マイル (8 km) 北のジャーマンタウンに駐屯した。10月4日、ワシントンはジャーマンタウンを攻撃したものの成功せず、撤退して模様眺めとなった。一方、イギリス軍は11月にミフリン砦とマーサー砦を奪うことでデラウェア川を支配下に置いた。12月初旬、ワシントンはホワイトマーシュの戦いでイギリス軍の攻撃を撃退することに成功した。
当時のワシントン将軍にとっての問題は当面のイギリス軍に対することだけではなかった。いわゆるコンウェイ陰謀で、総司令官としてのワシントンの最近の業績に不満だった政治家や士官のある者達が、密かにワシントンの更迭を策謀していた。ワシントンは陰での動きに機嫌を損ね、事態をすべて大陸会議の場で公にした。ワシントンの支持者達が彼の背中を押し、この陰謀は沙汰止みとなった。

## バレーフォージとモンマス
1777年12月、ワシントンとその軍隊はフィラデルフィアから約20マイル (32 km) のバレーフォージに宿営し、その後6ヶ月間をそこで過ごした。冬の間に10,000名いた軍隊の中から2,500名が病気や寒さで死んだ。しかしストイベン男爵が監督した訓練計画のお陰もあって、大陸軍はバレーフォージからかなり良い状態で出撃することになった。
一方、イギリス軍は1777年10月に、カナダからニューヨーク北部に侵攻していたジョン・バーゴイン将軍の指揮する別働隊がニューヨーク植民地のサラトガで大陸軍に降伏した。総司令官のハウはこれを援けることができなかったこともあって辞任し、ヘンリー・クリントン将軍がその後任になるという大きな動きがあった。サラトガでの大陸軍の勝利を見たフランスがこの戦争に参戦することでイギリス軍の戦略を変えさせ、クリントンはイギリス政府からフィラデルフィアを放棄して、フランス海軍からの脅威を受ける可能性のあるニューヨーク市を守るよう命令された。ワシントンはラファイエット将軍を前衛隊として派遣したが、バーレンヒルの戦いでイギリス軍に撃退された。

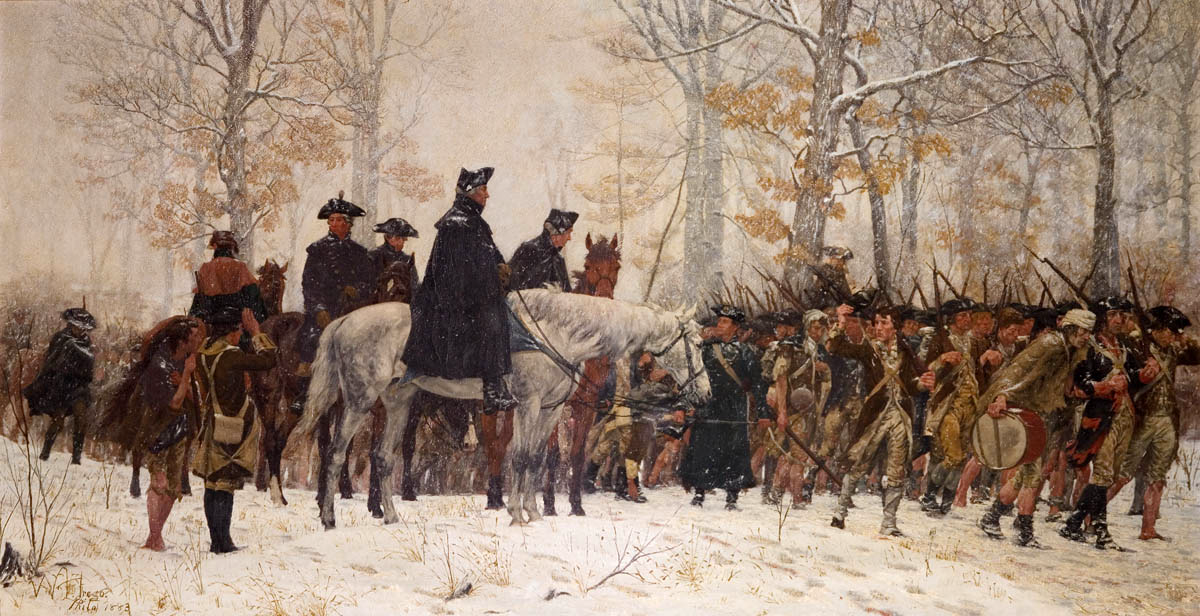
バレーフォージへの行軍、ウィリアム・B・トレゴ画、1883年

ワシントン軍は撤退するクリントンの軍隊を追跡し、1778年6月28日にアメリカ北部では最後の会戦となったモンマスの戦いを強いた。ワシントン軍の副司令官チャールズ・リーがこの戦闘中に不可解な後退を命じ、クリントン軍を取り逃がすことになった。7月までにクリントン軍はニューヨーク市に入り、ワシントン軍は再度ニューヨーク植民地のホワイトプレインズに入った。両軍は2年前の位置に戻ったことになった。

## 作戦の後
イギリス軍がニューヨーク市に到着した直ぐ後、フランス艦隊がその港外に到着し、両軍の動きが慌しくなった。フランス軍と大陸軍はロードアイランドのニューポートにあったイギリス軍守備隊を襲うことにしたが、その最初の共同行動は有名な失敗に終わった。
クリントンはロンドンからの命令に従い、その軍隊の一部を西インド諸島に移し、チェサピーク湾からマサチューセッツに至る海岸部の町への襲撃計画を始めた。ニューヨーク市の周辺ではクリントン軍とワシントン軍が互いを監視し小競り合いを繰り返し、1779年のストーニーポイントの戦いや1780年のコネチカット農園の戦いなど時として大きな会戦が行われた。クリントンはフィラデルフィアを再度攻撃することも検討したが、この考えが結実する機会は無かった。
イギリス軍はまたケベック市からロイヤリストや同盟インディアンを使って広い範囲でフロンティアの戦争を始めた。イギリス軍とフランス軍は1778年から西インド諸島やインドで交戦に及び、1779年にスペインがフランスに就いて参戦したことで、戦争は地球規模の様相を帯びてきた。
1780年、イギリス軍は南部の植民地を支配化に置くために、サウスカロライナのチャールストンを占領することで南部戦線の作戦を開始した。しかしこの行動は最終的にヨークタウンでの降伏によって潰えることになった。

## 関連図書
- Anderson, Troyer Steele. The Command of the Howe Brothers During the American Revolution. New York and London, 1936.
- Buchanan, John. The Road to Valley Forge: How Washington Built the Army That Won the Revolution. Wiley, 2004. ISBN 0-471-44156-2.
- Jackson, John W. With the British Army in Philadelphia, 1777–1778. California: Presidio Press, 1979. ISBN 0-89141-057-0.
- McGuire, Thomas J. Battle of Paoli. Mechanicsburg, PA: Stackpole Books, 2000.
- McGuire, Thomas J. The Philadelphia Campaign, Vol. I: Brandywine and the Fall of Philadelphia. Mechanicsburg, PA: Stackpole Books, 2006.  ISBN 978-0-8117-0178-5.
- McGuire, Thomas J., The Philadelphia Campaign, Vol. II: Germantown and the Roads to Valley Forge. Mechanicsburg, PA: Stackpole Books, 2007.  ISBN 978-0-8117-0206-5.
- Taaffe, Stephen R. The Philadelphia Campaign, 1777–1778. Lawrence: University Press of Kansas, 2003. ISBN 0-7006-1267-X.